# 하차푸리
하차푸리(조지아어: ხაჭაპური)는 치즈가 들어간 조지아식 빵이다. 구소련 국가에서 널리 사랑받는다. 조지아의 국민 음식이기도 하다.

## 이름
조지아어 "하차푸리(ხაჭაპური)"는 "응유"를 뜻하는 "하초(ხაჭო)"와 "빵"을 뜻하는 "푸리(პური)"가 합쳐진 말이다.

## 종류

### 구리아
구리아의 구룰리 하차푸리(조지아어: გურული ხაჭაპური)는 반죽 속에 치즈와 삶은 달걀을 넣어 만들며, 칼초네와 유사하게 생겼다.

### 라차
라차의 라출리 하차푸리(조지아어: რაჭული ხაჭაპური)는 바출레비(조지아어: ბაჭულები)로도 알려져 있으며, 직사각형 모양이다.

### 사메그렐로
사메그렐로의 메그룰리 하차푸리(조지아어: მეგრული ხაჭაპური)는 이메리티식 하차푸리와 유사하지만, 술구니 치즈를 넣어 만들며, 같은 치즈를 위에도 얹어 만든다.

### 스바네티
스바네티의 스바누리 하차푸리(조지아어: სვანური ხაჭაპური)는 잡곡 가루를 섞어 만들어, 반죽이 회색을 띤다.

### 아자리야
아자리야의 아차룰리 하차푸리(조지아어: აჭარული ხაჭაპური)는 길쭉한 배 모양 하차푸리로, 날달걀과 녹인 버터를 얹어 먹는다.

### 압하지야
압하지야의 아프하주리 하차푸리(조지아어: აფხაზური ხაჭაპური)는 아치마(조지아어: აჩმა)로도 알려져 있으며, 얇은 반죽을 여러 개 겹쳐 만들며 라사냐와 유사하게 생겼다.

### 오세티야
오세티야의 오수리 하차푸리(조지아어: ოსური ხაჭაპური)는 하비즈기나(조지아어: ხაბიზგინა)로도 알려져 있으며, 치즈와 삶은 감자를 섞어 만든다.

### 이메레티
이메레티의 이메룰리 하차푸리(조지아어: იმერული ხაჭაპური)는 가장 기본적인 하차푸리이다.

### 헤브수레티
헤브수레티의 헤브수룰리 하차푸리(조지아어: ხევსურული ხაჭაპური)는 케체울리(조지아어: კეცეული)로도 알려져 있으며, 고기와 양파 소를 넣어 만든다.

### 기타
페노바니 하차푸리(조지아어: ფენოვანი ხაჭაპური)는 퍼프 페이스트리 반죽으로 만든다.

## 사진

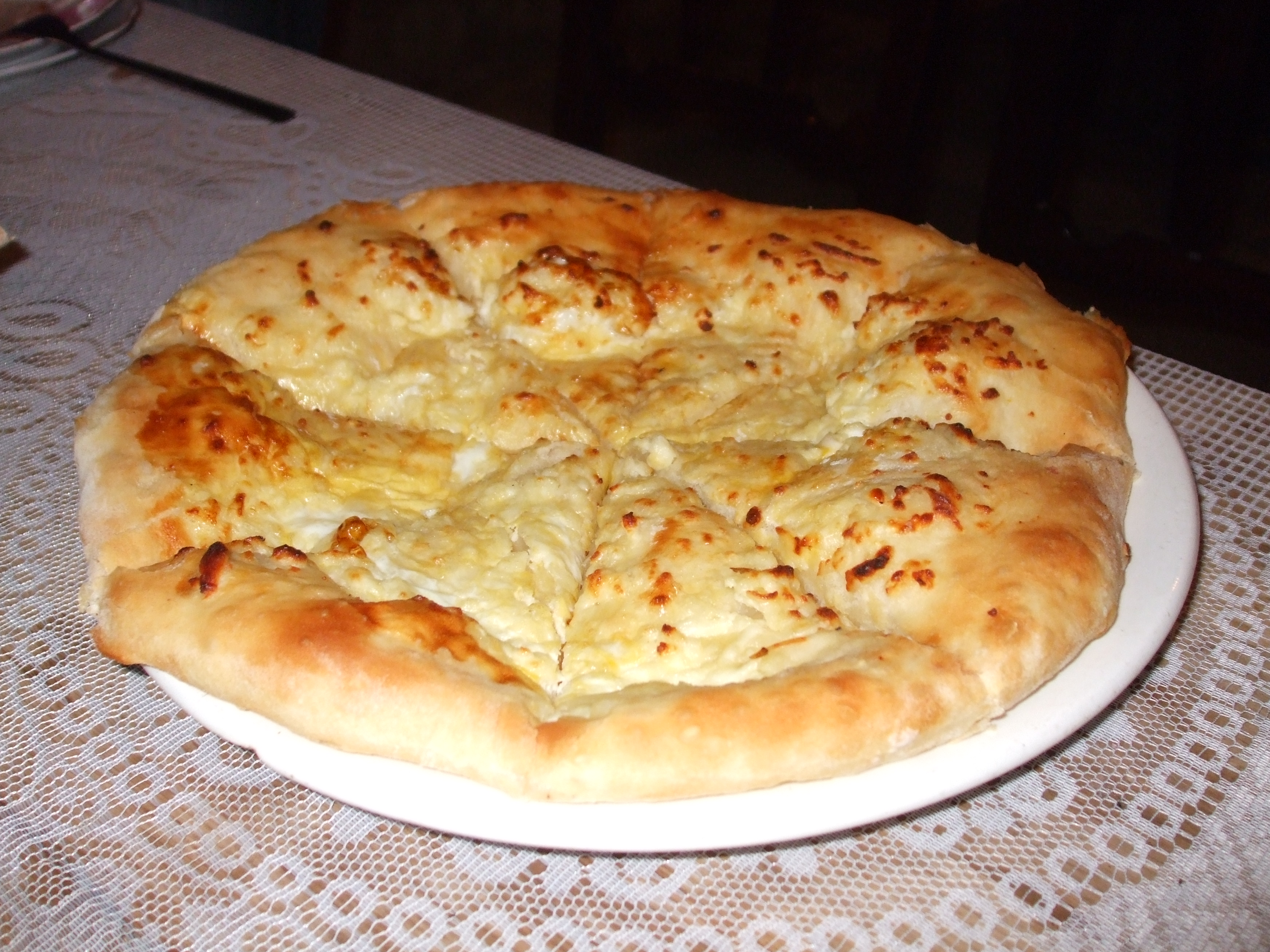
사메그렐로식 하차푸리
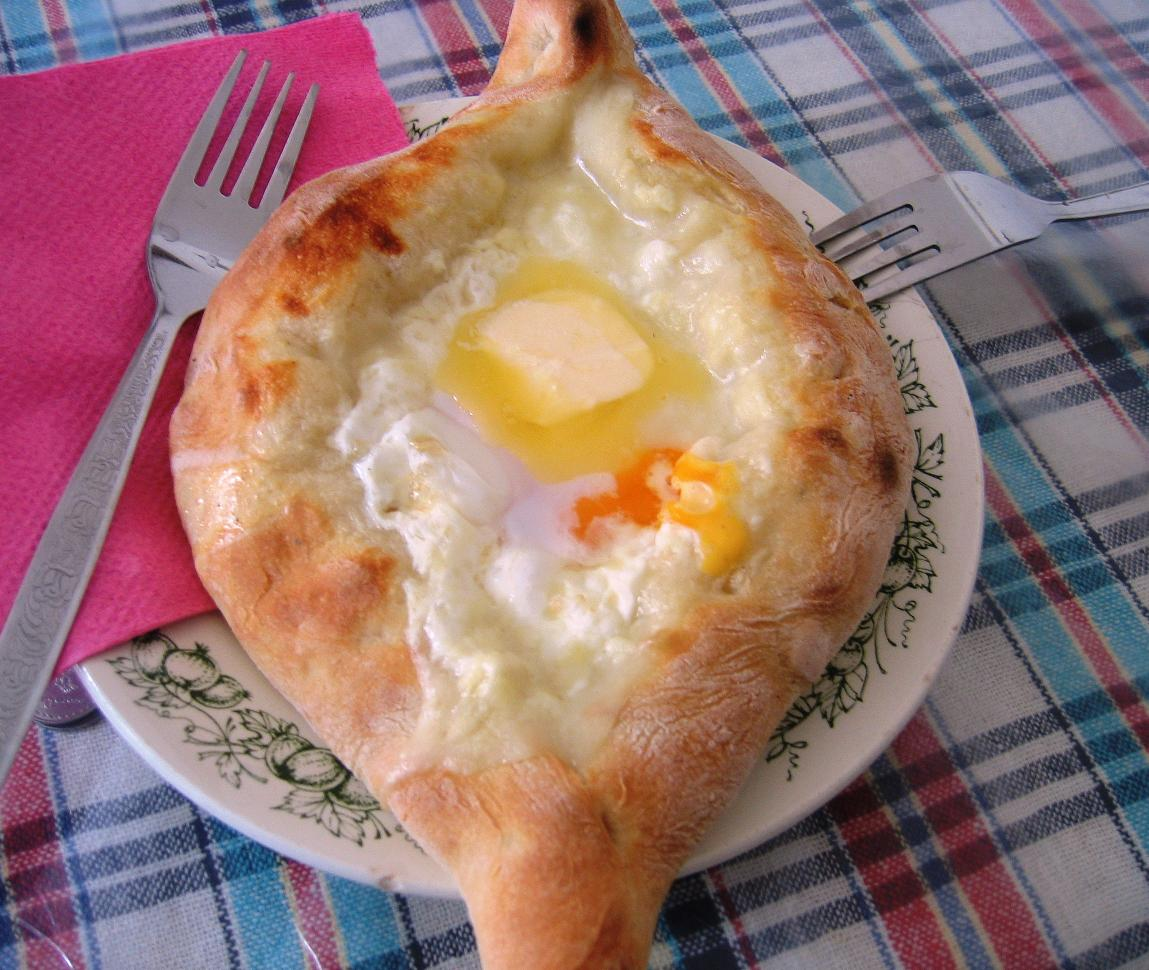
아자리야식 하차푸리

## 같이 보기
- 뵈레크